# Unterhammer (Trippstadt)
Das Anwesen Unterhammer ist als ehemaliges Eisenhammerwerk ein Annex der Gemeinde Trippstadt im Landkreis Kaiserslautern in Rheinland-Pfalz. Es ist ein Industriedenkmal aus den Anfängen der pfälzischen Industriegeschichte.

## Aussehen
Der Unterhammer setzt sich aus fünf Gebäuden zusammen: dem Herrenhaus, dem Wirtschaftshaus (früher genannt Uhrenhaus) den beiden Stallungen (früher Kohlenschuppen) und dem Turbinenhaus. In den heutigen Stallungen direkt am Durchfluss der Moosalb befanden sich um 1850 die Kohlenscheune und das Hammerwerk, das später durch ein Puddlingswerk ersetzt wurde. In diesem Gebäude befindet sich mittlerweile ein Trauzimmer der Verbandsgemeinde Landstuhl.
Alle Gebäude wurden nach der Aufgabe als Arbeitsstätte vernachlässigt und drohten zu verfallen. Weitere Gebäude, die sich auf dem Anwesen befanden, beispielsweise die Arbeiterwohnungen oder das Puddlingswerk, wurden in den 1960er Jahren abgerissen. 1975 ging der Unterhammer in Privatbesitz über und wurde schließlich 1997 von den heutigen Besitzern erworben. Diese haben das Wirtschaftshaus und die Außenanlagen renoviert und bewirtschaften das Ensemble als Café, Brauerei und Gesundheitszentrum. Oktober 2021 konnte die Unterhammer gGmbH zum Erhalt und zur Neubelebung des historischen Erbes gegründet werden. Es sind verschiedene Projekte in Verbindung mit Naturschutz, Kultur und Denkmalschutz geplant.
Dank historischer Unterlagen lassen sich noch die alten Produktionsstätten und sogar die einzelnen Produktionsschritte identifizieren. Die Gebäude stehen unter Denkmalschutz und zählen zu den bedeutendsten Kulturdenkmälern des Landkreises Kaiserslautern.
Ein kleiner Park informiert mit Tafeln über die Geschichte des alten Industriestandorts.

## Geschichte
Bemerkenswert ist nicht nur seine technische, sondern auch seine sozialgeschichtliche Geschichte. Der Unterhammer bei Trippstadt war nur eine Produktionsstätte von mehreren, die über die Pfalz verteilt, existierten. Angefangen bei der Erzgewinnung über die Verhüttung bis hin zur Herstellung unterschiedlichster Produkte aus Eisen – geformt, gegossen oder gewalzt – war das Unternehmen nahezu autark organisiert. So gehörten Wegebau, Warentransport, Holzgewinnung, Landschaftspflege und Forstwirtschaft ebenso zu den Firmenaufgaben wie auch die Gründung und Unterhaltung der heute ältesten deutschen Betriebskrankenkasse.
1724 gründete Freiherr Ludwig Anton von Hacke (1682–1752) das hiesige Eisenhammerwerk, welches 1772 erst pachtweise und 1808 käuflich an Familie Gienanth überging.
Als Kernstück einer jeweiligen Produktionsanlage – hier der Eisenverarbeitung von Trippstadt – fungierte stets das „Herrenhaus“. Es war das Direktionsgebäude und die Residenz des Patrons oder, in späterer Zeit, eines seiner Söhne, die ihrerseits die Firmenleitung an ihre Nachkommen übergaben.
Nach der Aufgabe als Eisenproduktionsstätte ab 1870 dienten die Gebäude nach einem Umbau als Beamtenerholungsheim. Noch während des Zweiten Weltkrieges etablierte 1944 das Städtische Krankenhaus Kaiserslautern dort ein Entbindungsheim. Anschließend nutzte die Arbeiterwohlfahrt bis etwa 1960 den „Unterhammer“ als Sanatorium.

## Verkehr
Nächstgelegener Bahnhof ist Schopp an der Biebermühlbahn.